# Joseph Augustine Charanakunnel
Joseph Augustine Charanakunnel (ur. 6 czerwca 1938 w Edamattam) – indyjski duchowny katolicki, w latach 2004 - 2013 biskup Raipuru.

## Życiorys
Święcenia kapłańskie otrzymał 15 maja 1975.

## Episkopat
21 listopada 1992 został mianowany biskupem diecezji Raipur. Sakrę biskupią otrzymał 7 lutego 1993. 27 lutego 2004 wraz ze zmianą statusu diecezji został podniesiony do godności arcybiskupa. 3 lipca 2013 przeszedł na emeryturę.